# AAA-Saison 1932
Die AAA-Saison 1932 war die 15. Meisterschaftssaison im US-amerikanischen Formelsport. Sie begann am 30. Mai mit dem Indianapolis 500 und endete am 13. September in Oakland. Bob Carey sicherte sich den Titel.

## Rennergebnisse
| Nr. | Datum         | Veranstaltung (Rennstrecke)                                           | Meilen | Sieger              | Siegerteam       |
| --- | ------------- | --------------------------------------------------------------------- | ------ | ------------------- | ---------------- |
| 1   | 30. Mai       | International 500 Mile Sweepstakes (Indianapolis Motor Speedway) (ZO) | 500    | Fred Frame          | Wetteroth-Miller |
| 2   | 05. Juni      | Detroit 100 (Michigan State Fairgrounds) (UO)                         | 83     | Bob Carey           | Stevens-Miller   |
| 3   | 19. Juni      | Roby 100 (Roby Speedway) (UO)                                         | 100    | Stubby Stubblefield | Adams-Miller     |
| 4   | 02. Juli      | Syracuse 100 (New York State Fairgrounds) (UO)                        | 81     | Bob Carey           | Stevens-Miller   |
| 5   | 10. September | Detroit 100 (Michigan State Fairgrounds) (UO)                         | 100    | Mauri Rose          | Stevens-Miller   |
| 6   | 13. September | Oakland 150 (Oakland Speedway) (UO)                                   | 150    | Bill Cummings       | Stevens-Miller   |

- Erklärung: ZO: Ziegelsteinoval, UO: Unbefestigtes Oval

## Fahrer-Meisterschaft (Top 10)
| 1. | Bob Carey       | 815 |
| 2. | Fred Frame      | 710 |
| 3. | Howdy Wilcox II | 610 |
| 4. | Russ Snowberger | 440 |
| 5. | Bill Cummings   | 430 |

| 6.  | Cliff Bergere       | 400 |
| 7.  | Mauri Rose          | 285 |
| 8.  | Stubby Stubblefield | 280 |
| 9.  | Zeke Meyer          | 250 |
| 10. | Ira Hall            | 221 |